# El Carrascalejo
El Carrascalejo è un comune spagnolo di 69 abitanti situato nella comunità autonoma dell'Estremadura.